# كلارنس كرافت
كلارنس كرافت (بالإنجليزية: Clarence Kraft)‏ هو لاعب كرة قاعدة أمريكي، ولد في 9 يونيو 1887 في إيفانسفيل في الولايات المتحدة، وتوفي في 26 مارس 1958 في فورت وورث في الولايات المتحدة.

## وصلات خارجية
- كلارنس كرافت على موقعبيزبول رفرنس.كوم (الدوري الرئيسي) (الإنجليزية)
- كلارنس كرافت على موقعبيزبول رفرنس.كوم (الدوري الثانوي) (الإنجليزية)